# Herb gminy Kętrzyn
Herb gminy Kętrzyn – symbol gminy Kętrzyn.

## Wygląd i symbolika
Herb przedstawia na tarczy dzielonej w słup w polu lewym na błękitnym tle pół głowy czarnego byka, obok niego żółty kłos zboża, a pod nim zieloną łąkę, natomiast w polu prawym seledynowym pół głowy brązowego jelenia, obok niego zielony świerk, a pod nim pofalowaną wodę. Herb nawiązuje do walorów rolniczych (część lewa) oraz przyrodniczo-turystycznych (część prawa).